# Thylacosmilidae
Los tilacosmílidos (Thylacosmilidae) son una familia extinta de mamíferos metaterios depredadores, emparentados con los marsupiales, que habitaron en América del Sur entre los períodos Mioceno y Plioceno. Como otros mamíferos depredadores suramericanos que vivieron previamente al Gran Intercambio Biótico Americano, estos animales pertenecieron al orden Sparassodonta, que ocupó el nicho ecológico de muchos mamíferos euterios del orden Carnivora en otros continentes. Probablemente su característica más notoria sean sus colmillos alargados, aplanados lateralmente, que constituye una notoria convergencia evolutiva con otros mamíferos dientes de sable como Barbourofelis y Smilodon.

## Historia
La familia de los tilacosmílidos fue nombrada originalmente por Riggs en 1933, para acomodar al género tipo de la familia hallado en Argentina, Thylacosmilus, si bien en principio solo era una subfamilia de los Borhyaenidae (denominada Thylacosmilinae), parientes suyos con formas similares a las de los cánidos, bajo el supuesto de que este animal sería un miembro tardío y especializado del mismo. Con los años su clasificación cambió a familia, acomodándose en ella varias especies y géneros fragmentarios descubiertos en estratos del Mioceno y el Plioceno relacionados con Thylacosmilus como Achlysictis, Notosmilus y Hyaenodonops, pero el consenso actual es que todos pertenecen a un solo género monotípico: Thylacosmilus atrox.
Solo hasta 1997 se reconoció un nuevo género y especie de tilacosmílido, a partir de materiales del Mioceno hallados en Colombia: Anachlysictis gracilis. Este animal, menor que Thylacosmilus y menos especializado, fue la primera indicación de que los orígenes de la familia se remontaban a antes de finales del Mioceno. De hecho, los rasgos de sus molares indican una relación cercana con esparasodontes basales como Hondadelphys También se dieron a conocer materiales adicionales de un carnívoro esparasodonte de Colombia, que tiene apariencia de un tilacosmílido, pero bastante menos especializado, y restos en Uruguay y la Patagonia argentina, de principios del Plioceno, asignados de manera tentativa a la familia. En 2010 Forasiepi y Carlini dieron a conocer otro nuevo género y especie: Patagosmilus goini, también proveniente de Argentina de mediados del Mioceno, con características intermedias entre Anachlysictis y Thylacosmilus.
Las relaciones de esta familia con otros esparasodontes han sido materia de controversia. Una hipótesis es que son parientes de los proborhiénidos, y en 2020 se propuso, con la descripción del género Eomakhaira del Oligoceno, que este taxón sería un vínculo entre ambos grupos, regresando el estatus de subfamilia a los tilacosmílidos. En cambio, un estudio posterior de 2025 descartó que Eomakhaira estuviera relacionado con los tilacosmílidos, proponiendo en cambio afinidades con algunos taxones de esparasodontes más primitivos como el recién descrito Dimartinia, en un nuevo clado al que se le denominó Thylacosmiliformes.

## Características
La familia es tal vez de las más conocidas entre los mamíferos esparasodontes, debido a su especialización dental y craneal, que es superficialmente similar a la de los felinos "dientes de sable", citados con frecuencia como un ejemplo de evolución convergente entre los mamíferos placentarios y los metaterios. Sin embargo, también poseían varias diferencias con los otros mamíferos de dientes de sable, y que permiten diagnosticar la familia: sus colmillos eran de crecimiento continuo, presentaban menor especialización en el número y tamaño de los molares carnasiales y poseían grandes flancos óseos en su mandíbula inferior, para resguardar los colmillos superiores. 
En Thylacosmilus, el último y más especializado miembro conocido, los incisivos están muy reducidos o ausentes y los colmillos inferiores son poco desarrollados, similares en forma a tachuelas; en los otros géneros se desconoce cómo eran estos elementos. Otra tendencia evolutiva presente en la familia es la progresiva reducción del músculo masetero y el temporal, lo que resultaba en mordidas relativamente débiles, pero compensadas por el aumento en el tamaño de los músculos del cuello que se encargarían de hacer bajar la cabeza y atravesar los largos colmillos en sus presas. Los fósiles de los miembros delanteros de Thylacosmilus, los únicos reportados para este grupo, indican que no eran animales corredores, y que estaban en cambio adaptados para ejercer fuerza a fin de poder someter a sus presas, ayudándose con su pulgar semioponible.
Un estudio de 2020 propuso que no hay una analogía directa entre los tilacosmílidos y los euterios con dientes de sable, especulando que más que usar sus colmillos para apuñalar las presas, los usarían en cambio para abrir cadáveres. La carencia de incisivos y de molares para aplastar sugerirían una dieta basada en entrañas, y el hueso del maxilar con irrigación sanguínea indican la presencia de algún tipo de estructura extensa de tejido blando.